# Carlos Verdú Moscardó
Carlos Verdú Moscardó (Paterna, Valencia, 22 de octubre de 1914 - Valencia, 24 de julio de 1991) fue un abogado español. Diputado provincial de la Diputación de Valencia, teniente de alcalde del Ayuntamiento de Valencia y director del Hospital Provincial.

## Biografía
Nació en la localidad valenciana de Paterna en 1914. Se licenció en Derecho en la Universidad de Valencia. Cuando era becario del Colegio Mayor san Juan de Ribera, asistió junto con otros dos jóvenes al primer curso de retiro que predicó Josemaría Escrivá en Valencia (1939). Verdú se dispuso a arrancar un cartel, dejado por las tropas republicanas en el edificio del Colegio Mayor, en el que figuraba el lema "Cada caminante, siga su camino" —tomado posiblemente del libro Proverbios y cantares (1912), de Antonio Machado, con el que guarda diversas similitudes—. Pero Escrivá le pidió que lo dejara, ya que le parecía un consejo aprovechable.  En 1948 solicitó su admisión en el Opus Dei, siendo uno de los primeros supernumerarios.
Casado con María Sancho Minaya, tuvieron cuatro hijos. Se dedicó profesionalmente a la abogacía en Valencia y Gandía, además de ocupar diversos cargos públicos en Valencia: diputado provincial de la Diputación de Valencia, teniente de alcalde del Ayuntamiento de Valencia y director del Hospital Provincial de Valencia. Fue también presidente de la Asociación de Antiguos Alumnos del Colegio Mayor san Juan de Ribera, además de ser miembro de su Patronato.
Falleció a los 77 años en Valencia, el 24 de julio de 1991, tras tres años de enfermedad.